# Listă de conducători din perioada Papalității bizantine
Aceasta este o listă de conducători (papi, împărați bizantini și patriarhi ai Constantinopolului) din perioada Papalității bizantine:
| Pontificat                                    | Nume comun                                 | Nume domnesc                                | Împăratul bizantin (perioada domniei)                             | Patriarhul Constantinopolului           | Imagine cu papa |
| --------------------------------------------- | ------------------------------------------ | ------------------------------------------- | ----------------------------------------------------------------- | --------------------------------------- | --------------- |
| 29 martie 537–7 iunie 555                     | Papa Vigiliu                               | Papa Vigiliu, Episcopus Romanus             | Iustinian I (527–565)                                             | Mina (536–552)                          |                 |
| 16 aprilie 556–4 martie 561                   | Papa Pelagius I                            | Papa Pelagius, Episcopus Romanus            |                                                                   | Eutihie (552–565)                       |                 |
| 17 iulie 561–13 iulie 574                     | Papa Ioan al III-lea                       | Papa Ioannes Tertius, Episcopus Romanus     | Iustin al II-lea (565–578)                                        |                                         |                 |
| 2 iunie 575–30 iulie 579                      | Papa Benedict I                            | Papa Benedictus, Episcopus Romanus          |                                                                   | Ioan Scolasticul (565–577)              |                 |
| 26 noiembrie 579–7 februarie 590              | Papa Pelagius al II-lea                    | Papa Pelagius Secundus, Episcopus Romanus   | Tiberiu I Constantin (578–582)                                    | Eutihie (577–582), reinstalat           |                 |
| 3 septembrie 590–12 martie 604                | Papa Grigore I cel Mare Sfântul Grigore    | Papa Gregorius Magnus, Episcopus Romanus    | Mauriciu (582–602)                                                | Ioan Postitorul (582–595)               |                 |
| 13 septembrie 604–22 februarie 606            | Papa Sabinianus Sfântul Sabinianus         | Papa Sabinianus, Episcopus Romanus          | Focas Tiranul (602–610)                                           | Cyriacus II (596–606), Toma I (607–610) |                 |
| 19 februarie 607–12 noiembrie 607             | Papa Bonifaciu al III-lea                  | Papa Bonifacius Tertius, Episcopus Romanus  |                                                                   | Toma I (607–610)                        |                 |
| 25 august 608–8 mai 615                       | Papa Bonifaciu al IV-lea Sfântul Bonifaciu | Papa Bonifacius Quartus, Episcopus Romanus  |                                                                   | Sergius I (610–638)                     |                 |
| 19 octombrie 615–8 noiembrie 618              | Papa Deusdedit (Adeodatus)                 | Papa Deusdedit, Episcopus Romanus           | Heraclius I (610–641)                                             |                                         |                 |
| 23 decembrie 619–25 octombrie 625             | Papa Bonifaciu al V-lea                    | Papa Bonifacius Quintus, Episcopus Romanus  |                                                                   | Sergius I (610–638)                     |                 |
| 27 octombrie 3 noiembrie 625–12 octombrie 638 | Papa Honoriu I                             | Papa Honorius, Episcopus Romanus            |                                                                   |                                         |                 |
| octombrie 638–2 august 640                    | Papa Severinus                             | Papa Severinus, Episcopus Romanus           |                                                                   | Pyrrhus I (638–641)                     |                 |
| 24 decembrie 640–12 octombrie 642             | Papa Ioan al IV-lea                        | Papa Ioannes Quartus, Episcopus Romanus     | Constantin al III-lea (feb.-mai 641), Heraklonas (feb.-sept. 641) |                                         |                 |
| 24 noiembrie 642–14 mai 649                   | Papa Teodor I                              | Papa Theodorus, Episcopus Romanus           | Constans al II-lea Bărbosul (641–668)                             | Patriarhul Paul al II-lea (641–653)     |                 |
| iulie 649–16 septembrie 655                   | Papa Martin I Sfântul Martin               | Papa Martinus, Episcopus Romanus            |                                                                   |                                         |                 |
| 10 august 654–2 iunie 657                     | Papa Eugen I Sfântul Eugen                 | Papa Eugenius, Episcopus Romanus            |                                                                   | Patriarhul Petru (654–666)              |                 |
| 30 iulie 657–27 ianuarie 672                  | Papa Vitalian Sfântul Vitalian             | Papa Vitalianus, Episcopus Romanus          |                                                                   | Patriarhul Thomas al II-lea (667–669)   |                 |
| 11 aprilie 672–17 iunie 676                   | Papa Deusdedit al II-lea (Adeodatus)       | Papa Deusdetit Secundus, Episcopus Romanus  | Constantin al IV-lea (668–685), Mezezius, uzurpator (668)         | Patriarhul Constantin I (675–677)       |                 |
| 2 noiembrie 676–11 aprilie 678                | Papa Donus                                 | Papa Donus, Episcopus Romanus               |                                                                   | Patriarhul Theodore I (677–679)         |                 |
| 27 iunie 678–10 ianuarie 681                  | Papa Agaton Sfântul Agatho                 | Papa Agathon, Episcopus Romanus             |                                                                   |                                         |                 |
| decembrie 681–3 iulie 683                     | Papa Leon al II-lea Sfântul Leon           | Papa Leo Secundus, Episcopus Romanus        |                                                                   | Patriarhul George I (679–686)           |                 |
| 683/26 iunie 684–8 mai 685                    | Papa Benedict al II-lea Sfântul Benedict   | Papa Benedictus Secundus, Episcopus Romanus |                                                                   |                                         |                 |
| 12 iulie 685–2 august 686                     | Papa Ioan al V-lea                         | Papa Ioannes Quintus, Episcopus Romanus     | Iustinian al II-lea (685–695)                                     | Patriarhul Paul al III-lea (687–693)    |                 |
| 21 octombrie 686–22 septembrie 687            | Papa Conon                                 | Papa Conon, Episcopus Romanus               |                                                                   |                                         |                 |
| 15 decembrie 687–8 septembrie 701             | Papa Sergiu I Sfântul Sergiu               | Papa Sergius, Episcopus Romanus             | Leonitos al II-lea (695-698).                                     | Patriarhul Callinicus I (693–705)       |                 |
| 30 octombrie 701–11 ianuarie 705              | Papa Ioan al VI-lea                        | Papa Ioannes Sextus, Episcopus Romanus      |                                                                   |                                         |                 |
| 1 martie 705–18 octombrie 707                 | Papa Ioan al VII-lea                       | Papa Ioannes Septumus, Episcopus Romanus    |                                                                   | Cyrus (705–711)                         |                 |
| 15 ianuarie 708–4 februarie 708               | Papa Sisiniu                               | Papa Sisinnius, Episcopus Romanus           |                                                                   |                                         |                 |
| 25 martie 708–9 aprilie 715                   | Papa Constantin                            | Papa Constantinus, Episcopus Romanus        | Philippikos Bardanes (711-713)                                    | Patriarhul Ioan al VI-lea (712–715)     |                 |
| 19 mai 715–11 februarie 731                   | Papa Grigore al II-lea Sfântul Grigore     | Papa Gregorius Secundus, Episcopus Romanus  | Anastasiu al II-lea (713-715)                                     | Gherman I (715–730)                     |                 |
| 18 martie 731–28 noiembrie 741                | Papa Grigore al III-lea                    | Papa Gregorius Tertius, Episcopus Romanus   |                                                                   | Teodosie al III-lea (715-718)           |                 |
| 3 decembrie 741–14 martie/22 martie 752       | Papa Zaharia Sfântul Zaharia               | Papa Zacharias, Episcopus Romanus           | Constantin al V-lea (741–775)                                     | Patriarhul Anastasie (730–754)          |                 |